# الحذاء الذهبي البلجيكي
الحذاء الذهبي البلجيكي هي جائزة كرة قدم تقدم في كل عام لأعلى هداف بلجيكي، وكانت الجائزة في السابق تقدم من قبل الصحف في الفترة ما بين عامي 1968-1991، ولكن منذ عام 1997 أصبحت الجائزة تمنح من قبل ووسائل الإعلام الرياضية البلجيكية. بدأت الجائزة في موسم 1967-68 عندما توج بها لأول مرة الأسطورة البلجيكية فرانكي فان در إلست ب30 هدف.